# August Tiedtke
August Tiedtke (* 3. März 1913 in Duisburg; † 11. Juli 1972 in Saarbrücken) war ein deutscher Karambolagespieler und mehrfacher Welt- und Europameister.

## Leben
August Tiedtke wurde als Sohn eines Deutschen und einer Holländerin geboren. Sein Vater war Baustoffhändler. 1928 zog die Familie von Duisburg nach Arnheim. Dort erlernte August in einer Kneipe das Billardspielen von dem Weltmeister Jan Dommering. Eigentlich war er Linkshänder, spielte zu Anfang aber mit der rechten Hand. Sein jüngerer Bruder Gert, mit dem er zusammen trainierte, war ebenfalls ein erfolgreicher Karambolagespieler. Aufgrund seiner niederländischen Abstammung spielte er anfangs für den Arnheimer Billardverein. Er erlernte den Beruf des Kaufmanns, bemerkte aber schon bald, dass er dem Spiel verfallen war, und so betrieb er eine Billardschule in Düsseldorf und spielte dort für den ortsansässigen Billardclub. Er war von kleiner, zarter Statur und stets adrett gekleidet. Als Ausgleichssport ging Tiedtke schwimmen und spielte Tennis. Kreuzworträtsel halfen ihm dabei, von dem geistig anstrengenden Billardspiel abzuschalten.

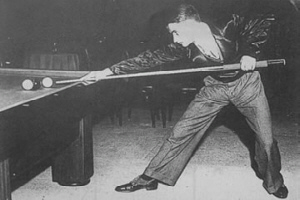
Der 17-jährige Tiedtke 1930 bei der Amateur-WM

1936 errang er zwar erste Erfolge, doch hatte er es als Deutscher schwer, im Ausland Fuß zu fassen, weil er oft mit dem politischen System in Verbindung gebracht wurde. Als er anlässlich der Weltmeisterschaft 1939 in den USA war, erhielt er mehrere Angebote zu bleiben, zum einen, weil die Spieler seine Art zu spielen mochten, zum anderen mit der Aussicht, mehr Geld zu verdienen als in Deutschland. Er tat dies nicht und kehrte zurück nach Deutschland, wo er von seinen Erfahrungen berichtete. Einer der Zuhörer denunzierte Tiedtke beim Reichssportführer Hans von Tschammer und Osten, woraufhin er am 8. Februar 1939 für zwei Jahre vom Billard gesperrt wurde. Aufgrund seiner Beliebtheit und Popularität konnte die Sperre jedoch nicht lange aufrechterhalten werden. Nach einem Entschuldigungsschreiben von ihm wurde die Sperre am 16. Juni 1939 wieder aufgehoben. Zu weiteren Schwierigkeiten aufgrund seiner Herkunft kam es bei der Fünfkampf-Weltmeisterschaft 1936 in Algier, als ein Schiedsrichter die Bälle falsch für ihn aufsetzte. Hätte Tiedtke die Bälle nun so gespielt, wie sie lagen, wäre er abgesetzt worden. Man vermutet, dass der Schiedsrichter dies aufgrund der bestehenden Feindschaft zu Deutschland mit Absicht getan habe.

Im Zweiten Weltkrieg musste er seine Karriere unterbrechen und den Queue gegen ein Gewehr eintauschen. Nach Ende des Krieges waren für ihn nicht nur die zerstörten Billardhallen ein Problem, er musste auch wieder Anschluss an die internationale Spielerelite finden und nicht nur als Gegner, sondern auch als Partner akzeptiert zu werden. In der Schweiz leistet er hierfür 1949 Pionierarbeit. In einem Interview sagt er: 

„Es war sehr schön, die waren sehr zuvorkommend, freundlich und man hat sich wirklich angestrengt, mir die Tage dort in der Schweiz so angenehm wie möglich zu gestalten, und ich habe auch das Empfinden, daß alles herzlich gemeint war und auch meine Siege vom Gegner würdig respektiert wurden. (…)“

 Im weiteren Verlauf des Interviews sagte er allerdings auch, dass es ihm darum ginge, der Ausgrenzung Deutscher von internationalen Wettkämpfen entgegenzuwirken.

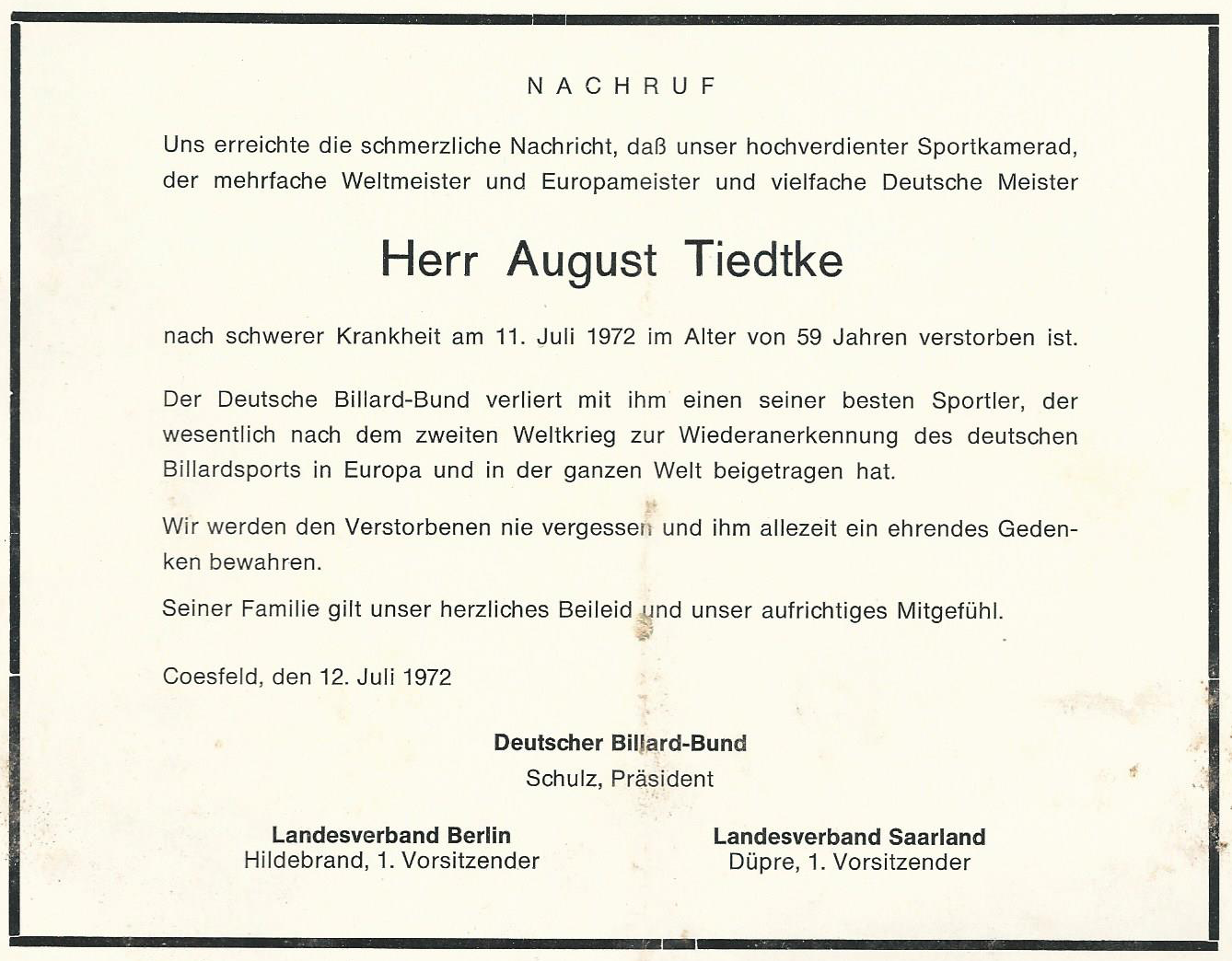
Nachruf vom August 1972 in der Deutschen Billard Zeitung

Die Probleme waren auch 1953 bei der Europameisterschaft in Groningen nicht vorbei, als es vor der Finalpartie danach aussah, dass zwei Deutsche, Walter Lütgehetmann und er, diese wahrscheinlich austragen würden. Da unter den Spielern viele jüdischer Herkunft waren und nicht gut zu sprechen auf Deutschland, kam der Vorsitzende zu den deutschen Spielern und fragte, ob sie auf ihre, kurz zuvor seitens der Regierung auserkorene, Nationalhymne verzichten würden. Ein klares „Nein“ war die Antwort. Wenn schon, denn schon, dann muss auch die deutsche Hymne gespielt werden. Als dann tatsächlich die beiden Deutschen gewannen, die Zuschauer waren während des Spiels nicht aus dem Staunen und Applaudieren gekommen, war es dann beim Abspielen der Hymne still im Saal. Am nächsten Tag schrieb eine holländische Zeitung: „Die Deutschen Billardsportler sind gute Botschafter ihres Landes.“
In den 50er Jahren zog er mit seiner Frau nach Saarbrücken und betrieb dort ein Restaurant und einen Billardsalon. 1957 erhielt Tiedtke das Silberne Lorbeerblatt, die höchste deutsche Sportauszeichnung.
Später spielte er bei einem saarländischen Billardverein und holte noch viele deutsche Meistertitel, bevor er sich, zwei Jahre vor seinem Tod, 1970 vom professionellen Billardspiel zurückzog.
Robert Court, Präsident des Deutschen Billard Bundes (DBB), sagte einmal über ihn: 

„Tiedtke kann auch mit zweckmäßig geschälten Kartoffeln und einem Besenstiel spielen.“

August Tiedtke kam als „spektakulärster Spieler alles Zeiten“ ins Guinness-Buch der Rekorde.
1953 beschrieb Karlheinz Krienen, der damalige Präsident des Deutschen Billard Bundes, Tiedtkes Auftreten und Persönlichkeit mit den Worten:

„Und dann erschien er. Er kam meist ohne Queue, völlig unvorbereitet und mit dem Lächeln eines Knaben, der sich zwar schuldbewusst fühlt, jedoch um Nachsicht bittet. Und dann versöhnte August Tiedtke alle Zuschauer mit seinem Spiel und seiner Artistik, in diesem Spiel, er versöhnte alle Kritiker, die ihm wenige Minuten vorher noch bittere Vorwürfe für seine Unpünktlichkeit und Nonchalance sagen wollten. Stets stand Tiedtke in der Meinung des Publikums zwischen Hass und Liebe, zwischen größter Zuneigung und schärfster Ablehnung, und stets schuf sein Spiel die ausgleichende Wirkung, ja, jene Popularität, die ihn nach Charles Faroux zum ‚interessantesten und amüsantesten Spieler‘ machte.
Er bezauberte mit seinem Charme und seinem Queue, das meist anderen gehörte und er darum gelegentlich auch aus Dankbarkeit zerschmetterte! Ungefähr zwei Dutzend Queues aus meinem persönlichen Bestand fielen im Laufe der Jahre dem Billardgenie Tiedtke zum Opfer. Ich wusste um ihr Schicksal, und doch brachte ich es keinmal fertig, sie ihm zu verwehren.“

Im Juli 1972 verstarb Tiedtke nach einem schweren Krebsleiden im Alter von nur 59 Jahren in Saarbrücken.

## Karriere

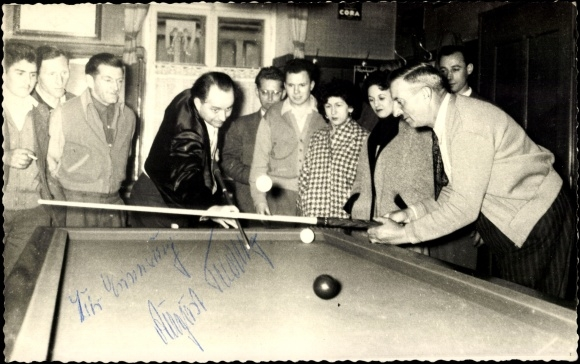
Tiedtke bei einer Kunststoß-Vorführung (mit Autogramm)

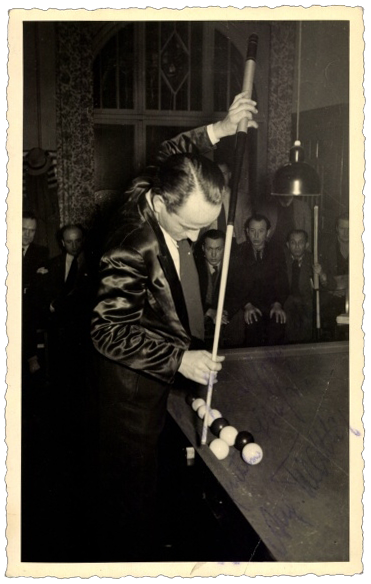
…beim Massé-Stoß

August Tiedtke war einer der schillerndsten deutschen Billardspieler.
1935 wurde Tiedtke zum ersten Mal deutscher Meister im Dreiband. Diesen Titel konnte er bis 1970 insgesamt 20-mal erringen.
Den ersten großen internationalen Erfolg erzielte Tiedtke bei der Fünfkampf-WM 1936 in Algier, als er sich gegen Jacques Davin den Titel sicherte. Im Jahr darauf erspielte sich Tiedtke erneut einen WM-Titel, diesmal im Kunststoß, mit 208 Punkten und stand vor Richard Kron, der 187 Punkte erreichte, auf dem Siegerpodest. In der gleichen Saison wäre ihm fast das Kunststück gelungen, einen dritten WM-Titel zu gewinnen. Bei der Dreiband-WM verlor er allerdings das Finale nach klarer Führung knapp gegen den Franzosen Alfred Lagache mit 47:50. Ebenfalls 1937 wurde er Zweiter bei der Dreiband-WM in Köln, ebenso 1952 in Buenos Aires, wo lt. UIFAB-Protokoll beim Finale Carrera gegen Tiedtke 15.000 Zuschauer anwesend waren (UIFAB war der Vorgängerverband der UMB). Das ist die bisher höchste Zuschauerzahl bei einem Billardspiel. 1958 wurde er Dritter in Barcelona.
1958 wurde Tiedtke Vizeeuropameister hinter dem Österreicher Johann Scherz und vor dem Belgier René Vingerhoedt bei der EM Dreiband in Cannes.
Mit seinem Verein, den „Düsseldorfer Billardfreunden“, wurden er und seine Teamkameraden Siegfried Spielmann, Hans-Dietrich Runkehl und Kurt Hartkopf Sieger der europäischen Dreiband-Meisterschaft für Klubs, dem Coupe d’Europe.
Während seiner langen Karriere wurde er 32-mal deutscher Meister in verschiedenen Disziplinen, das ist noch heute deutscher Rekord. Diese Rekordmarke muss er sich aber mit Dieter Müller teilen, der, wenn auch erst viel später, ebenfalls so viele Titel erringen konnte. Neben Europameister im Einband wurde er gleich achtmal Vizeeuropameister im Dreiband. Insgesamt holte Tiedtke 18 Medaillen bei internationalen Turnieren (vier bei Weltmeisterschaften und 14 bei Europameisterschaften).

## Sonstiges
Am 3. März 1993 sendete der Hörfunk des WDR anlässlich seines Geburtstages eine 15-minütige Radiosendung in der Reihe „Zeitzeichen“, in der auch sein Bruder Gert zu Wort kam und einige Anekdoten erzählte.

## Erfolge
- Weltmeister im Billard Artistique: Billard-Artistique-WM 1937
- Weltmeister im Fünfkampf: Fünfkampf-WM 1937
- Weltmeisterschaft im Dreiband: Dreiband-WM 2. Platz 1937, 1952; Dritter 1958
- Europameister im Einband: 1955
- Europameisterschaften im Einband: Einband-EM 2. Platz 1952, 1954; 3. Platz 1957
- Europameisterschaften im Dreiband: Dreiband-EM 2. Platz 1952, 1954, 1956, 1957, 1959, 1960, 1968, 1970
- Europameisterschaften im Cadre 47/2: Cadre-47/2-EM 2. Platz 1953
- Europameisterschaften im Kunststoß: Billard-Artistique-EM 2. Platz 1957

- Fünfkampf-Europameisterschaften für Nationalmannschaften:  1967
- Coupe d’Europe: Sieger 1960
- Deutscher Meister im Fünfkampf: 1936, 1938, 1947, 1948, 1950.
- Deutscher Meister Cadre 45/2: 1947.
- Deutscher Meister Cadre 47/2: 1959.
- Deutscher Meister Cadre 47/1: 1962.
- Deutscher Meister Cadre 71/2: 1946, 1948.
- Deutscher Meister Einband: 1952, 1966.
- Deutscher Meister Dreiband: 1936, 1937, 1938, 1940, 1942, 1947, 1948, 1949, 1950, 1951, 1952, 1953, 1954, 1957, 1959, 1960, 1962, 1965, 1967, 1969.

Quellen:

## Auszeichnungen
Tiedtke erhielt 1957 die höchste Auszeichnung im deutschen Sport, das Silberne Lorbeerblatt.